# Бобіньї (округ)
Округ Бобіньї (фр. Arrondissement de Bobigny) — округ у Франції, в департаменті Сена-Сен-Дені. 2023 року округ об'єднував 9 муніципалітетів, населення становило 435 582 особи.
Адміністративний центр (супрефектура) — Бобіньї.

## Муніципалітети
Список муніципалітетів округу та їхні коди INSEE:
1. Баньоле (93006)
2. Бобіньї (93008)
3. Бонді (93010)
4. Ле-Ліла (93045)
5. Ле-Пре-Сен-Жерве (93061)
6. Монтрей (93048)
7. Нуазі-ле-Сек (93053)
8. Пантен (93055)
9. Роменвіль (93063)